# Compton Abbas
Compton Abbas est une paroisse civile et un village du Dorset, en Angleterre.